# Честер (Арканзас)
Честер (англ. Chester) — місто (англ. town) в США, в окрузі Кроуфорд штату Арканзас. Населення — 144 особи (2020).

## Географія
Честер розташований на висоті 256 метрів над рівнем моря за координатами 35°40′40″ пн. ш. 94°10′39″ зх. д. / 35.67778° пн. ш. 94.17750° зх. д. (35.677667, -94.177468). За даними Бюро перепису населення США в 2010 році місто мало площу 1,25 км², уся площа — суходіл. В 2017 році площа становила 1,32 км², уся площа — суходіл.

## Демографія
Згідно з переписом 2010 року, у місті мешкало 159 осіб у 55 домогосподарствах у складі 40 родин. Густота населення становила 127 осіб/км². Було 67 помешкань (54/км²).
Расовий склад населення:
| - 88,1 % — білих - 3,1 % — корінних американців - 1,9 % — азіатів |

До двох чи більше рас належало 6,3 %. Іспаномовні складали 0,6 % від усіх жителів.
За віковим діапазоном населення розподілялося таким чином: 29,6 % — особи молодші 18 років, 53,4 % — особи у віці 18—64 років, 17,0 % — особи у віці 65 років та старші. Медіана віку мешканця становила 41,1 року. На 100 осіб жіночої статі у місті припадало 109,2 чоловіків; на 100 жінок у віці від 18 років та старших — 115,4 чоловіків також старших 18 років.
Середній дохід на одне домашнє господарство становив 41 583 долари США (медіана — 20 500), а середній дохід на одну сім'ю — 59 150 доларів (медіана — 31 250). За межею бідності перебувало 30,3 % осіб, у тому числі 30,0 % дітей у віці до 18 років та 20,0 % осіб у віці 65 років та старших.
Цивільне працевлаштоване населення становило 30 осіб. Основні галузі зайнятості: виробництво — 36,7 %, науковці, спеціалісти, менеджери — 20,0 %, освіта, охорона здоров'я та соціальна допомога — 20,0 %.

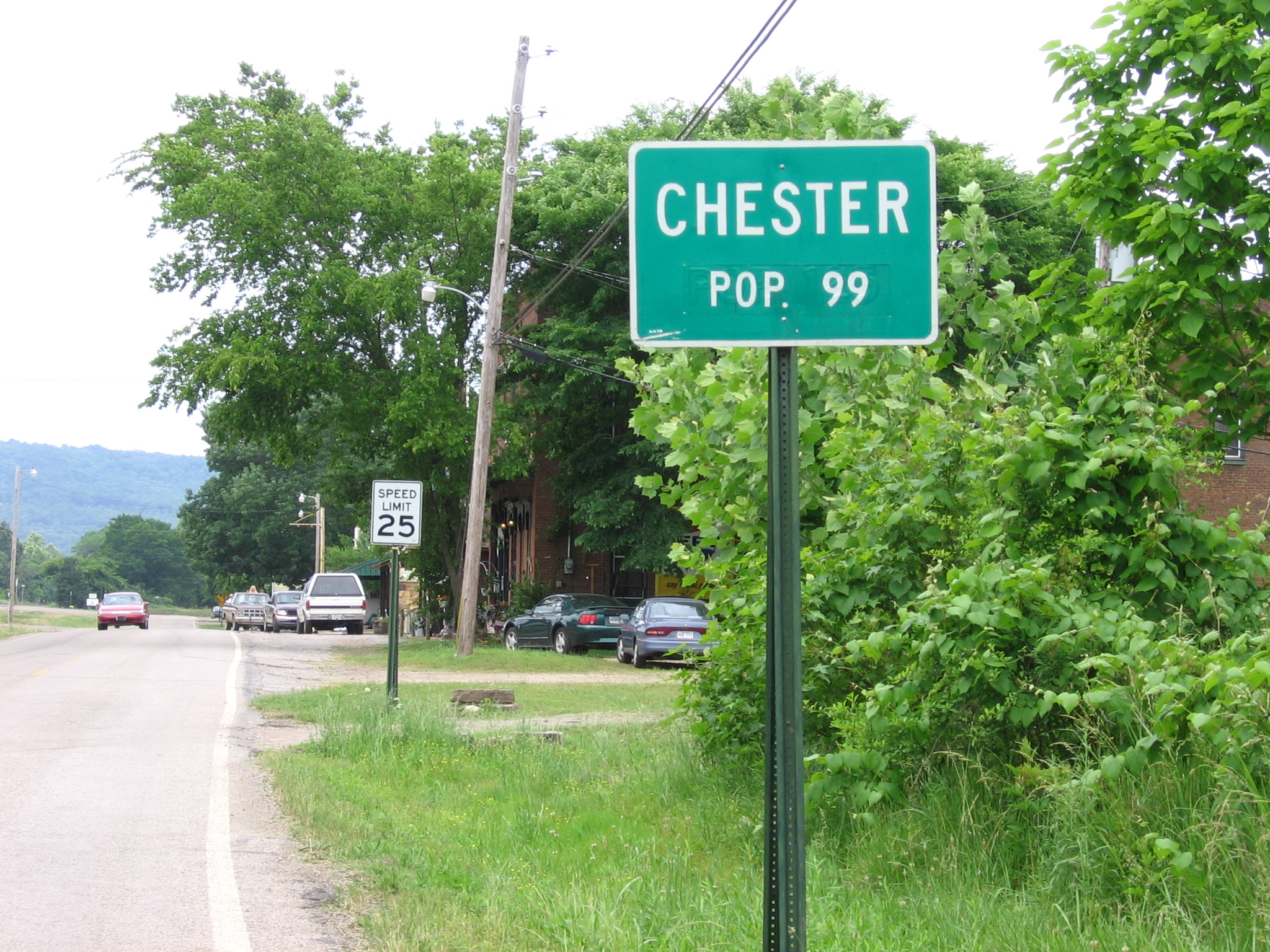
Знак на в'їзді в містечко

За даними перепису населення 2000 року в Честері проживало 99 осіб, 26 сімей, налічувалося 35 домашніх господарств і 46 житлових будинків. Середня густота населення становила близько 76,2 осіб на один квадратний кілометр. Расовий склад Честера за даними перепису розподілився таким чином: 89,90 % білих, 10,10 % — корінних американців.
Іспаномовні склали 2,02 % від усіх жителів містечка.
З 35 домашніх господарств в 34,3 % — виховували дітей у віці до 18 років, 48,6 % представляли собою подружні пари, які спільно проживали, в 20,0 % сімей жінки проживали без чоловіків, 25,7 % не мали сімей. 14,3 % від загального числа сімей на момент перепису жили самостійно, при цьому 2,9 % склали самотні літні люди у віці 65 років та старше. Середній розмір домашнього господарства склав 2,83 особи, а середній розмір родини — 3,15 особи.
Населення містечка за віковим діапазоном за даними перепису 2000 року розподілилося таким чином: 31,3 % — жителі молодше 18 років, 8,1 % — між 18 і 24 роками, 28,3 % — від 25 до 44 років, 20,2 % — від 45 до 64 років і 12,1 % — у віці 65 років та старше. Середній вік мешканця склав 31 рік. На кожні 100 жінок в Честері припадало 83,3 чоловіків, у віці від 18 років та старше — 88,9 чоловіків також старше 18 років.
Середній дохід на одне домашнє господарство в містечкі склав 27 500 доларів США, а середній дохід на одну сім'ю — 31 667 доларів. При цьому чоловіки мали середній дохід в 26 250 доларів США на рік проти 14 583 долара середньорічного доходу у жінок. Дохід на душу населення в містечкі склав 11 269 доларів на рік. Всі родини Честера мали дохід, що перевищує рівень бідності, 38,9 % від усієї чисельності населення перебувало на момент перепису населення за межею бідності, при цьому 48,6 % з них були молодші 18 років і 25,0 % — у віці 65 років та старше.